# Lycosa pampeana
Lycosa pampeana là một loài nhện trong họ Lycosidae.
Loài này thuộc chi Lycosa. Lycosa pampeana được Holmberg miêu tả năm 1876.